# 中国共产党中央监察委员会
中国共产党中央监察委员会，简称中共中央监委、中央监委或中监委，是中国共产党历史上的中央纪律检查机关，具有党风、党纪和反腐职能。

## 历史
1926年8月4日，中共中央扩大会议发布《坚决清理贪污腐化分子》通告。此后中共中央继续开展清理贪污腐化分子工作。1927年5月中国共产党第五次全国代表大会决定成立中共中央监察委员会，并选举产生了组成人员。1927年6月1日，中共中央政治局会议通过《中国共产党第三次修正章程决案》，在党章内新设“监察委员会”一章。其中规定：
第八章 监察委员会

第六十一条 为巩固党的一致及权威起见，在全国代表大会及省代表大会选举中央及省监察委员会。

第六十二条 中央及省监察委员，不得以中央委员及省委员兼任。

第六十三条 中央及省监察委员，得参加中央及省委员会议，但只有发言权无表决权。遇必要时，得参加相当的党部之各种会议。

第六十四条 中央及省委员会，不得取消中央及省监察委员会之决议；但中央及省监察委员会之决议，必须得中央及省委员会之同意，方能生效与执行。遇中央或省监察委员会与中央或省委员会意见不同时，则移交至中央或省监察委员会与中央或省委员会联席会议，如联席会议再不能解决时，则移交省及全国代表大会或移交于高级监察委员会解决之。
1927年12月31日，中共中央在《中央通告第二十六号——关于监察委员会的问题》中将监察委员会的存废问题留待中共六大解决。
五次大会后因为国民党在各地背叛革命，我们整个的党转入地底秘密工作的地位，监察委员会似已成为不必要的组织，同时各地党部因为种种关系有监察委员会组织者极少，中央监察委员会则因为委员散在各地，加以正主席王荷波同志及委员张佐成、萧石月、杨培森等同志之被难，副主席杨匏安同志之被处罚，至今未能行使职权。最近临时中央政治局重新提出讨论，决议监察委员会之存废问题须在第六次全国大会解决。
1928年7月，中国共产党第六次全国代表大会删除了党章中监察委员会的规定，新设立规格较低的监督财政会计及各机关工作的中央及地方各级“审查委员会”。中共中央监察委员会就此被撤销。
1945年7月，中国共产党第七次全国代表大会通过新的党章，设立“党的监察机关”一章，规定：
第八章 党的监督机关

第五十六条党的中央委员会认 为必要时，得成立党的中央监察委员会及各地方党的监察委员会。

第五十七条 中央监督委员会，由中央全体会议选举之。各地方党的监察委员会，由各该地方党委全体会议选举，并由上级组织批准之。

第五十八条 中央及地方监察委员会的任务与职权，是决定或取消对党员的处分，受理党员的控诉。

第五十九条 党的各级监察委员会，在各该级党的委员会指导下进行工作。
1949年11月，中共中央发出《关于成立中央及地方各级党的纪律检查委员会的决定》，决定成立党内监督机构，名为纪律检查委员会。中央成立中央纪律检查委员会。
1955年3月，中国共产党全国代表会议通过《关于成立中央和地方监察委员会的决议》，将中央纪律检查委员会更名为中央监察委员会。1956年9月中国共产党第八次全国代表大会通过新的党章，其中规定：
第七章　党的监察机关

第五十二条　党的中央委员会，省、自治区、直辖市、自治州委员会和县、自治县、市委员会，都设立监察委员会。中央监察委员会由党的中央委员会全体会议选举。地方监察委员会由本级党的委员会全体会议选举，并且经过上一级党的委员会的批准。

第五十三条　党的中央和地方监察委员会的任务是：经常检查和处理党员违反党的章程、党的纪律、共产主义道德和国家法律、法令的案件；决定和取消对于党员的处分；受理党员的控诉和申诉。

第五十四条　各级监察委员会在各级党的委员会领导下进行工作。

上级监察委员会有权检查下级监察委员会的工作，并且有权批准和改变下级监察委员会对于案件所作的决定。下级监察委员会应当向上级监察委员会报告工作，并且忠实地报告党员违反纪律的情况。
1966年文革爆發後，中央监察委员会工作基本瘫痪。1969年4月，中国共产党第九次全国代表大会删除了党章中有关监察委员会的内容。1977年8月中国共产党第十一次全国代表大会在党章内“党的组织制度”一章中增写了“党的中央委员会、地方县和县以上、军队团和团以上各级党的委员会，都设立纪律检查委员会”。1978年12月，中国共产党第十一届中央委员会第三次全体会议按照党章规定选举产生了中国共产党中央纪律检查委员会。

## 組成人員

### 中国共产党第五次全国代表大会
任期：1927年5月－1928年7月。
中央监察委员会委员7人、候补委员3人。
- 委员：王荷波、许白昊、张佐臣、杨匏安、刘峻山、周振声、蔡以忱
- 候补委员：杨培生（杨培森）、萧石月、阮啸仙

### 中国共产党全国代表会议
任期：1955年3月－1956年9月
中央监察委员会委员15人，候补委员6人，共21人。
- 书记：董必武
- 副书记：刘澜涛、谭政、王从吾、钱瑛、刘锡五
- 委员：王从吾、王维舟、吴溉之、李士英、帅孟奇、徐立清、马明方、高克林、高扬、张鼎丞、董必武、刘锡五、刘澜涛、钱瑛、谭政
- 候补委员：王维纲、王翰、朱明、李景膺、梁国斌、龚子荣
- 常务委员会：
  - 常务委员：董必武、刘澜涛、谭政、王从吾、钱瑛、刘锡五、王维舟
  - 候补常务委员：吴溉之、帅孟奇[7]

### 中国共产党第八次全国代表大会
任期：1956年9月－1969年4月

#### 中国共产党第八届中央委员会第一次全体会议
中央监察委员会委员17人，候补委员4人，共21人。
- 书记：董必武
- 副书记：刘澜涛、萧华、王从吾、钱瑛、刘锡五
- 委员（按姓氏笔画排列）：王从吾、王维舟、王维纲、帅孟奇、刘格平、刘锡五、刘澜涛、李士英、李楚离、萧华、吴溉之、高克林、高扬、马明方、张鼎丞、董必武、钱瑛
- 候补委员（按姓氏笔画排列）：王翰、刘其人、李景膺、龚子荣[8]
- 常务委员会（共12人）：（1956年11月第八届中央政治局第三次会议批准）
  - 常务委员（10人）：董必武、刘澜涛、肖华、王从吾、钱瑛、刘锡五、王维舟、帅孟奇、吴溉之、张云逸
  - 候补常务委员（2人）：王维纲、李士英
- 秘书长：王维纲（1956年9月-1958年）、金昭典（1961年3月-1967年1月）

#### 中国共产党第八届中央委员会第十次全体会议
选举张云逸为中央监察委员会副书记，免去刘澜涛中央监察委员会副书记职务，刘澜涛任常务委员。增选李运昌、马国瑞、袁任远为常务委员，伍云甫、杨之华（女）为候补常务委员。增选了中央监察委员21名（张云逸、陈少敏、陈奇涵、李坚真、王世英、方仲如、刘亚雄、伍云甫、朱良才、吉雅泰、吴德峰、李运昌、周士第、周纯全、陈刚、马国瑞、袁任远、郭述申、杨之华、谭余保、张子意），候补委员21名（王鹤寿、孔石泉、刘慎之、刘永生、丘金、朱涤新、李培之、李合邦、李干辉、周仲英、陈鹏、陈先瑞、陈曾固、郑平、张稼夫、喻缦云、廖苏华、赖毅、薛子正、龚逢春、李梦龄），免去了刘格平、李士英等人的职务（另外王翰于1957年被划为右派，诬为王翰右派反党集团首脑），使中央监察委员会委员及候补委员达到60名。
- 书记：董必武
- 副书记：张云逸、肖华、王从吾、钱瑛、刘锡五
- 委员（37人）：王从吾、王维舟、王维纲、帅孟奇、刘锡五、刘澜涛、李楚离、肖华、吴溉之、高克林、高扬、马明方、张鼎丞、董必武、钱瑛、龚子荣、张云逸、陈少敏、陈奇涵、李坚真、王世英、方仲如、刘亚雄、伍云甫、朱良才、吉雅泰、吴德峰、李运昌、周士第、周纯全、陈刚、马国瑞、袁任远、郭述申、杨之华、谭余保、张子意
- 候补委员（23人）：刘其人、李景膺、王鹤寿、孔石泉、刘慎之、刘永生、丘金、朱涤新、李培之、李合邦、李干辉、周仲英、陈鹏、陈先瑞、陈曾固、郑平、张稼夫、喻缦云、廖苏华、赖毅、薛子正、龚逢春、李梦龄
- 常务委员会（共17人）：
  - 常务委员（13人）：董必武、刘澜涛、肖华、王从吾、钱瑛、刘锡五、王维舟、帅孟奇、吴溉之、张云逸、李运昌、马国瑞、袁任远
  - 候补常务委员（4人）：王维纲、李士英、伍云甫、杨之华

#### 中国共产党第八届中央委员会第十一次全体会议
免去董必武、王从吾、帅孟奇、李楚离、王维纲、王世英、刘亚雄、伍云甫、马国瑞、郭述申、谭余保、李景膺、刘慎之、丘金、李合邦、陈曾固等人职务。任命李士英等人。
- 书记：
- 副书记：
- 委员：李士英……
- 候补委员：朱涤新（至1967年12月）……
- 常务委员会：
  - 常务委员：……
  - 候补常务委员：……